# Genisteae
Genisteae je  tribus mahunarki iz potporodice Faboideae. Pripada mu 20 rodova, od kojih je tipični Genista, hrvatski nazivan žutilovka.
Sve tri tradicionalno priznate potporodice mahunarki, cezalpinioidi, mimozoidi i papilionoidi (Polhill et al., 1981.), kao i druge taksonomski velike klade unutar ovih potporodica (npr. genistoidi), zabilježene su iz fosilnog zapisa ubrzo nakon toga, počevši od oko 50 do 55 milijuna godina prije (npr. Herendeen et al., 1992).
Genisteae mogu biti grmovi i drveće.

## Rodovi
1. Oberholzeria Swanepoel, M. M. le Roux, M. F. Wojc. & A. E. van Wyk (1 sp.)
2. Melolobium Eckl. & Zeyh. (15 spp.)
3. Dichilus DC. (5 spp.)
4. Polhillia C. H. Stirt. (12 spp.)
5. Argyrolobium Eckl. & Zeyh. (91 spp.)
6. Lupinus L. (588 spp.)
7. Anarthrophyllum Benth. (15 spp.)
8. Sellocharis Taub. (1 sp.)
9. Adenocarpus DC. (19 spp.)
10. Cytisophyllum O. Láng (1 sp.)
11. Petteria C. Presl (1 sp.)
12. Laburnum Fabr. (2 spp.)
13. Podocytisus Boiss. & Heldr. (1 sp.)
14. Cytisus L. (72 spp.)
15. Calicotome Link (5 spp.)
16. Erinacea Adans. (1 sp.)
17. Genista L. (152 spp.)
18. Spartium L. (1 sp.)
19. Stauracanthus Link (3 spp.)
20. Ulex L. (14 spp.)

- + Laburnocytisus

## Sinonimi
- Aulonix Raf.; Sylva Tellur. 25 (1838)
- Chamaecytisus Link; Handbuch 2: 154 (1831)
- Chronanthos K.Koch; Hort. Dendrol. 248 (1853)
- Cytisogenista Duhamel; Trait. Arb. Arbust. 1: 203 (1755)
- Diaxulon Raf.; Sylva Tellur. 24 (1838)
- Gonocytisus Spach; Ann. Sci. Nat. Bot. ser. 3, 3: 153 (1845)
- Hesperolaburnum Maire; Bull. Soc. Hist. Nat. Afr. Nord 39: 131 (1949)
- Hisbanche Sparrm. ex Meisn.; Gen. Comm. 275 (1843)
- Lembotropis Griseb.; Spicil. Fl. Rumel. 1: 10 (1843)
- Meiemianthera Raf.; Sylva Tellur. 25 (1838)
- Nubigena Raf.; Sylv. Tellur. 23 (1838)
- Peyssonelia Boivin ex Webb & Berthel.; Phyt. Canar. 2: 35 (1842)
- Phyllocytisus P.Fourn.; Ann. Soc. L. Lyon, N. S. 16: 358 (1868)
- Sarothamnus Wimm.; Fl. Schles. 278 (1832)
- Spartocytisus Webb & Berthel.; Phyt. Canar. 2: 49 (1840)
- Teline Medik.; Vorles. Churpf. Phys. Ges. 2: 342 (1787)
- Tubocytisus Fourr.; Ann. Soc. L. Lyon, N. S. 16: 358 (1868)
- Verzinum Raf.; Sylva Tellur. 23 (1838)
- Viborgia Moench; Methodus: 132 (1794), nom. rej.